# Верхньосвірська ГЕС
Верхньосвірська гідроелектростанція (Верхньо-Свірська ГЕС) — ГЕС на річці Свір у Ленінградській області, у місті Підпорожжя. Входить у Свірський каскад ГЕС.

## Загальні відомості
Будівництво ГЕС розпочалося в 1938, закінчилося в 1952. Є русловою низьконапорною гідроелектростанцією. Склад споруд ГЕС: 
- водозкидна бетонна гребля завдовжки 111 м;
- незабрукована намивна гребля завдовжки 312,8 м та заввишки 31 м;
- незабрукована дамба завдовжки 350 м;
- однонитковий однокамерний судноплавний шлюз;
- будинок ГЕС завдовжки 118 м.

Потужність ГЕС — 160 МВт, середньорічне вироблення — 548 млн кВт·г. У будинку ГЕС встановлено 4 поворотно-лопаткових гідроагрегати потужністю по 40 МВт, які працюють при розрахунковому напорі 14 м. Устаткування ГЕС застаріло і підлягає модернізації. Підпірні споруди ГЕС (довжина напірного фронту 660 м) утворюють велике Верхньосвірське водосховище багаторічного регулювання, що містить у собі Онезьке озеро. Площа водосховища 9945 км², повна і корисна ємкість 260 і 12,7 км³. При створенні водосховища було затоплено 1,87 тис.га сільгоспугідь, перенесено 314 споруд.
Верхньосвірська ГЕС спроектована інститутом «Ленгідропроект».

## Економічне значення
Верхньосвірська ГЕС працює в піковій частині графіка навантажень енергосистеми Північного Заходу Росії. Водосховище ГЕС затопило Свірські пороги, забезпечивши судноплавство по річці Свір. Верхньосвірська ГЕС зіграла велику роль в розвитку промисловості СРСР в 1950—1960 рр.
Верхньосвірська ГЕС входить до складу ВАТ «ТГК-1».
Собівартість електроенергії в 2001 — 5,9 коп.

## Історія будівництва і експлуатації

Схема Верхньосвірської ГЕС

Проекти гідроенергетичного освоєння Свирі виникли ще в дореволюційні роки. У 1916 інженер В. Д. Никольський розрахував «запаси водної сили річки Свір», що дозволило розробити проект споруди на Свирі двох електростанцій і регулювальної греблі. Але в силу наступних подій, проект був законсервований. Така ж сама доля спіткала і пропозицію, висунуту в червні 1917 інженером І.В. Єгіазаровим про будівництво на Свирі трьох електростанцій. Лише 3 травня 1918, Рада народних комісарів розглянула перший кошторис споруди трьох Свірських ГЕС і судноплавного шлюзу.
Восени 1918, почалися підготовчі роботи на місці майбутніх свірських гідростанцій. Але велися вони дуже повільно, і практично припинилися. І тільки проектувальники продовжували ескізне проектування трьох станцій, і гідрологи вели спостереження в районах майбутніх робіт.
У 1927, почалося будівництво першої ГЕС каскаду — Нижньосвірської. По закінченні її будівництва, в 1938, почалося будівництво Верхньосвірської ГЕС — останньої гідроелектростанції, будівництво якого було передбачено планом ГОЕЛРО. Будівництво ГЕС велося силами в'язнів під контролем НКВС. До 1941, було викопано котлован під будинок ГЕС, почалися бетонні роботи. Під час Німецько-радянської війни територія ГЕС була окупована і котлован затоплено. У 1948, будівництво Верхньосвірської ГЕС відновилося. Перший агрегат запрацював на 1951, а в 1952, станція була запущена в промислову експлуатацію. У 1955, було створено каскад Свірських ГЕС. 13 лютого 1960, гідровузол був прийнято у промислову експлуатацію.
У 1990-х, були замінені гідрогенератори. Планується подальша реконструкція ГЕС.

## Дивись також
- Нижньосвірська ГЕС

## Ресурси Інтернету
- Опис Верхньосвірської ГЕС на сайті інституту Ленгидропроект[недоступне посилання з березня 2019](рос.)
- Офіційний сайт ОАО «ТГК-1»(рос.)